# تشارلز هنري بيج
تشارلز هنري بيج (بالإنجليزية: Charles Henry Page)‏ هو مهندس معماري أمريكي، ولد في 1876، وتوفي في 1957.